# Nationalparker i Spanien
Der er 15 nationalparker i Spanien, 10 på det spanske fastland og fem på Canariske og Baleariske Øer. Tolv af sytten af Spaniens autonome regioner har nationalparker. De Canariske Øer har flest (fire), efterfulgt af Andalusien, Castilien-La Mancha og Castilien og Leon (to hver). Der er fire autonome regioner der ikke har nationalparker: Baskerlandet, La Rioja, Murcia, Navarre, Valencia.
Omkring 10 millioner mennesker besøgte Spanske nationalparker i 2009, med Teide havde omkring 30% af alle besøgende. Den næst mest besøgte park var Picos de Europa (18%), fulgt af Timanfaya (13%). De mindst besøgte parker var Cabrera Archipelago (0.60%) og Cabañeros (0.90%). Med mere end 2,5 millioner besøgende i 2013, var Teide den mest besøgte nationalpark i Europa det år, den sjette mest besøgte i verden.

## Nationalparker
| Navn                                  | Foto | Provins                                  | Autonom region                            | Oprettet | Areal                     | Beskrivelse | Ref    |
| ------------------------------------- | ---- | ---------------------------------------- | ----------------------------------------- | -------- | ------------------------- | --- | ------ |
| Aigüestortes i Estany de Sant Maurici |      | Lleida                                   | Catalonien                                | 1955     | 14.119 ha (34.889 acres)  | Består af to dale (Sant Nicolau and L'Escrita) mellem floderne Noguera Pallaresa og Noguera Ribagorzana. Comaloforno er det højeste bjerg, med toppen 3.033 moh. | [ 4 ]  |
| Cabañeros                             |      | Ciudad Real og Toledo                    | Castilien-La Mancha                       | 1995     | 40.856 ha (100.957 acres) | Parken er en del af bjergkæderne Montes de Toledo. Rocigalgo, på omkring 1.500 moh. er det højeste bjerg i parken.                                               | [ 6 ]  |
| Cabrera Archipelago                   |      | Baleariske Øer                           | Baleariske Øer                            | 1991     | 10.021 ha (24.762 acres)  | Består af den Baleariske ø Cabrera, som blev isoleret fra Mallorca under den sidste istid for 12.000 år siden, og det omgivende arkipelag.                       | [ 8 ]  |
| Caldera de Taburiente                 |      | Santa Cruz de Tenerife (La Palma island) | Canariske Øer                             | 1954     | 4.690 ha (11.589 acres)   | | [ 9 ]  |
| Doñana                                |      | Huelva og Sevilla                        | Andalusien                                | 1969     | 54.252 ha (134.060 acres) | | [ 10 ] |
| Garajonay                             |      | Santa Cruz de Tenerife (Øen La Gomera )  | Canariske Øer                             | 1981     | 3.984 ha (9.845 acres)    | | [ 11 ] |
| Guadarrama                            |      | Madrid, Segovia og Ávila                 | Madrid og Castilien og Leon               | 2013     | 33.960 ha (83.917 acres)  | | [ 12 ] |
| Illas Atlánticas de Galicia           |      | A Coruña og Pontevedra                   | Galicien                                  | 2002     | 8.480 ha (20.955 acres)   | | [ 13 ] |
| Monfragüe                             |      | Caceres                                  | Extremadura                               | 2007     | 18.396 ha (45.458 acres)  | | [ 14 ] |
| Ordesa y Monte Perdido                |      | Huesca                                   | Aragon                                    | 1918     | 15.608 ha (38.568 acres)  | | [ 15 ] |
| Picos de Europa                       |      | Asturias, León og Cantabrien             | Asturias, Castilien og Leon og Cantabrien | 1918     | 67.127 ha (165.874 acres) | Ligger i bjergkæden Picos de Europa (del af Kantabriske bjerge) og består af tre bjergmassiver. Torre de Cerredo, på 2.646 moh. er det højeste bjerg .           | [ 17 ] |
| Sierra Nevada                         |      | Granada og Almería                       | Andalusien                                | 1999     | 85.883 ha (212.222 acres) | Parken har 15 toppe over 3.000 moh. bl.a. Mulhacén der er det højeste bjerg på den spanske halvø, med en top der 3.482 moh.                                      | [ 19 ] |
| Tablas de Daimiel                     |      | Ciudad Real                              | Castilien-La Mancha                       | 1973     | 3.030 ha (7.487 acres)    | | [ 20 ] |
| Teide                                 |      | Santa Cruz de Tenerife (Øen Tenerife)    | Canariske Øer                             | 1954     | 18.990 ha (46.925 acres)  | | [ 21 ] |
| Timanfaya                             |      | Las Palmas (øen Lanzarote)               | Canariske Øer                             | 1974     | 5.107 ha (12.620 acres)   | | [ 22 ] |

## Eksterne kilder og henvisninger
- Nationalparkerne på det spanske Landbrugs-, fødevare- og miljøministeriums website (spansk)